# Morscholz
Morscholz ist ein Stadtteil der Stadt Wadern im Landkreis Merzig-Wadern im nördlichen Saarland (Deutschland).

## Geographie

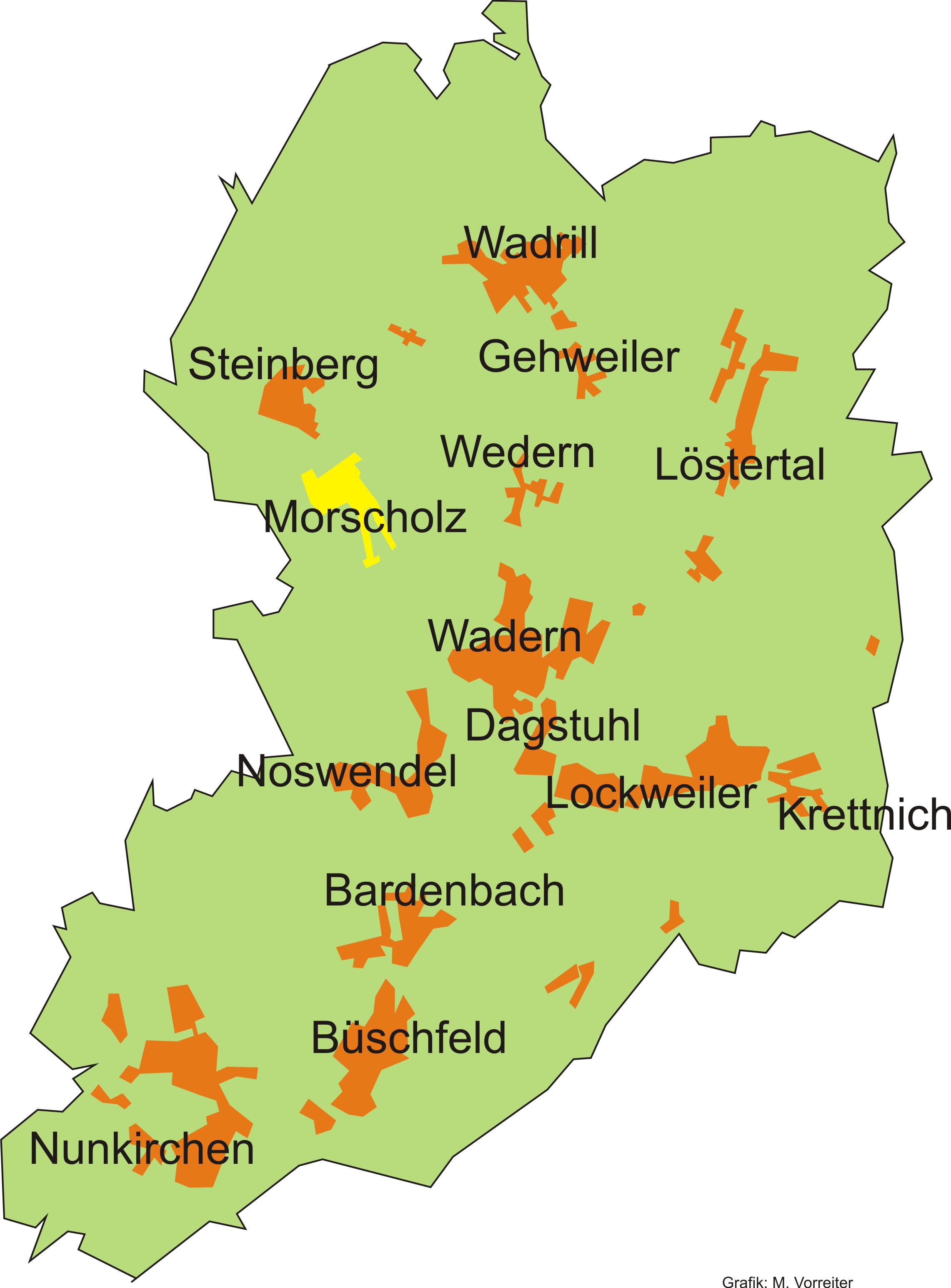
Lage von Morscholz in der Stadt Wadern

Morscholz liegt im Schwarzwälder Hochwald im moselfränkischen Sprachraum. Durch den Ort fließt der Wahnbach, ein rechter Zufluss der Prims.

### Ortsteile
Morscholz teilt sich in Ober- und Untermorscholz. Die beiden selbstständigen Gemeinden wurden am 1. Oktober 1937 vereint. Eine optische räumliche Trennung zwischen ihnen ist heute nicht mehr auszumachen.

## Geschichte
Die erste urkundliche Erwähnung von Morscholz findet sich im Jahr 1098, als Kaiser Heinrich IV. dem Stift St. Simeon seine Besitzungen bestätigte. Prähistorische Funde belegen, dass der Ort wesentlich früher besiedelt war.
Politisch gehörte Morscholz seit dem Mittelalter zu zwei verschiedenen Territorialherrschaften: Untermorscholz zum Kurfürstentum Trier, Obermorscholz zur reichsfreien Herrschaft Dagstuhl.
Nach dem Wiener Kongress (1815) kam der Ort innerhalb des Kreises Merzig im Regierungsbezirk Trier unter preußische Verwaltung. Die Gemeinden Ober- und Untermorscholz waren der Bürgermeisterei Wadern zugeordnet.
Die Abtrennung des Saargebietes vom Deutschen Reich auf Grund des Versailler Vertrages 1919 führte zur Bildung des Restkreises Merzig-Wadern, der weiterhin zum Regierungsbezirk Trier und der Rheinprovinz gehörte.
Nach dem Zweiten Weltkrieg wurde das nun vereinte Morscholz im Juli 1945 Teil der französischen Besatzungszone. Am 18. Juli 1946 wurde von der französischen Militärregierung unter General Kœnig die „Anordnung betreffend Anschluß von Gemeinden an die Verwaltung des Saargebietes“ erlassen. Seitdem gehörte Morscholz zum abgetrennten Saarland.
Im Rahmen der saarländischen Gebiets- und Verwaltungsreform wurde am 1. Januar 1974 die bis dahin eigenständige Gemeinde Morscholz aufgelöst und der neuen Gemeinde, ab 1978 Stadt Wadern zugeordnet.

## Politik

### Ortsrat
Ergebnisse der Ortsratswahlen vom 9. Juni 2014:
- CDU: 75,13 %, 7 Sitze
- SPD: 24,87 %, 2 Sitze

### Ortsvorsteher
Seit der Gebietsreform 1974:
- Matthias Maus (1968 bis 1974)[4]
- Josef Lauer (1974 bis 1987)
- Willibald Steuer (1988 bis 1994)
- Siegfried Meyer (1994 bis 2000)
- Hans-Peter Großmann (2000 bis 2004)
- Siegfried Meyer (2004 bis 2007)
- Hans-Peter Großmann (2007 bis 2009)
- Markus Wollscheid, CDU (ab 2009)

### Städtepartnerschaft
Seit 1991 unterhalten die Stadtteile Morscholz und Steinberg für die Stadt Wadern eine Städtepartnerschaft mit Wahrenbrück (Bundesland Brandenburg).

### Wappen
Das Wappen wurde von Willy Weinen entworfen: Oben links auf Silber ein Kreuz in Rot, das Wappen des Kurfürstentums Trier für Untermorscholz. Oben rechts auf Blau eine silberne Glocke, Sinnbild für die 500 Jahre alte Marienglocke in der Morscholzer Kirche. Unten links auf Grün ein silberner Wellenbalken für den Morscholzer Bach und ein goldener Mühlstein, der an mehrere Mühlen in Morscholz erinnert. Ein schwarzes Andreaskreuz auf Gold ist unten rechts dargestellt. Obermorscholz gehörte früher zur Herrschaft Dagstuhl mit den Grafen aus dem Hause Saarbrücken, die dieses Wappen führten.

## Kultur und Sehenswürdigkeiten
Kirchlich gehört Morscholz zur Pfarrei Wadern (Hll. Fides, Spes und Caritas).
Die Kirche „St. Wolfgang“ mit mittelalterlichem Turm hat eine Marienglocke, die 1491 gegossen wurde und in den Wirren des Zweiten Weltkrieges nur durch das beherzte Eingreifen einiger Morscholzer Bürger vor einem Abtransport und somit vor ihrer Einschmelzung bewahrt werden konnte. Somit verrichtet sie noch heute störungsfrei ihren Dienst. Im Jahre 1993 wurde das bis dahin 2-stufige Geläut um eine dem Hl. Josef und guten Hirten gewidmete Glocke erweitert und das bis dahin manuelle Geläut in ein automatisches umgewandelt. Die Filialkirche wurde im Barockstil (das Hauptportal zeigt die Jahreszahl 1750) errichtet und zuletzt 1934 umgebaut und erweitert. „St. Wolfgang“ ist als Baudenkmal ausgewiesen.
Beachtenswert ist die kleine Wallfahrtskapelle „Bildchen“, außerhalb des Ortes nahe der L 151 gelegen und erbaut um 1840, die auch von den umliegenden Orten gut besucht wird.
Nordwestlich von Morscholz liegt das 46,5 ha große Naturschutzgebiet Oberes Wahnbachtal, das seit dem 10. Dezember 2002 unter staatlichem Schutz steht. Südlich erstreckt sich das 152,3 ha große Naturschutzgebiet Noswendeler Bruch. Es ist seit dem 15. September 1986 geschützt.

### Veranstaltungen
- Bookenzug (Fastnachtssonntag)
- Marienkirmes (Anfang September, mit Traktorziehen am Kirmesmontag)

### Vereine
Die wichtigsten Vereine in alphabetischer Reihenfolge:
- Altenpflege- und Förderverein Morscholz
- Berg- und Hüttenarbeiterverein Morscholz
- DRK Ortsgruppe Morscholz
- Heimat- und Kulturverein Morscholz
- Kirchenchor St. Wolfgang Morscholz
- Musikverein Morscholz
- Obst- und Gartenbauverein Morscholz
- SGM (Jugend)
- Sportverein Morscholz
- Tennisclub Morscholz
- Tischfußballclub Morscholz
- Turnverein Morscholz
- Vereinsgemeinschaft Morscholz
- VdK Steinberg – Morscholz

## Wirtschaft und Infrastruktur
Morscholz verfügt über ein Bürgerhaus, einen Dorfplatz, einen Sportplatz, eine Tennisanlage, ein Feuerwehrhaus, einem Kindergarten und einen Kinderspielplatz.

### Medien
- Saarbrücker Zeitung
- Wochenspiegel Hochwald
- Amtliches Bekanntmachungsblatt der Stadt Wadern